# Frederico Westphalen (ort)
Frederico Westphalen är en ort i Brasilien.   Den ligger i kommunen Frederico Westphalen och delstaten Rio Grande do Sul, i den södra delen av landet, 1 400 km söder om huvudstaden Brasília. Frederico Westphalen ligger 528 meter över havet och antalet invånare är 20 896.
Terrängen runt Frederico Westphalen är kuperad åt nordost, men åt sydväst är den platt. Frederico Westphalen ligger uppe på en höjd. Det finns inga andra samhällen i närheten.
Omgivningarna runt Frederico Westphalen är en mosaik av jordbruksmark och naturlig växtlighet. Runt Frederico Westphalen är det ganska glesbefolkat, med 31 invånare per kvadratkilometer.